# Vallonia suevica
Vallonia suevica é uma espécie de gastrópode da família Valloniidae
É endémica da Alemanha. 